# Edotia tangaroa
Edotia tangaroa is een pissebed uit de familie Idoteidae. De wetenschappelijke naam van de soort is voor het eerst geldig gepubliceerd in 2006 door Brandt & Bruce.